# 栄閑院

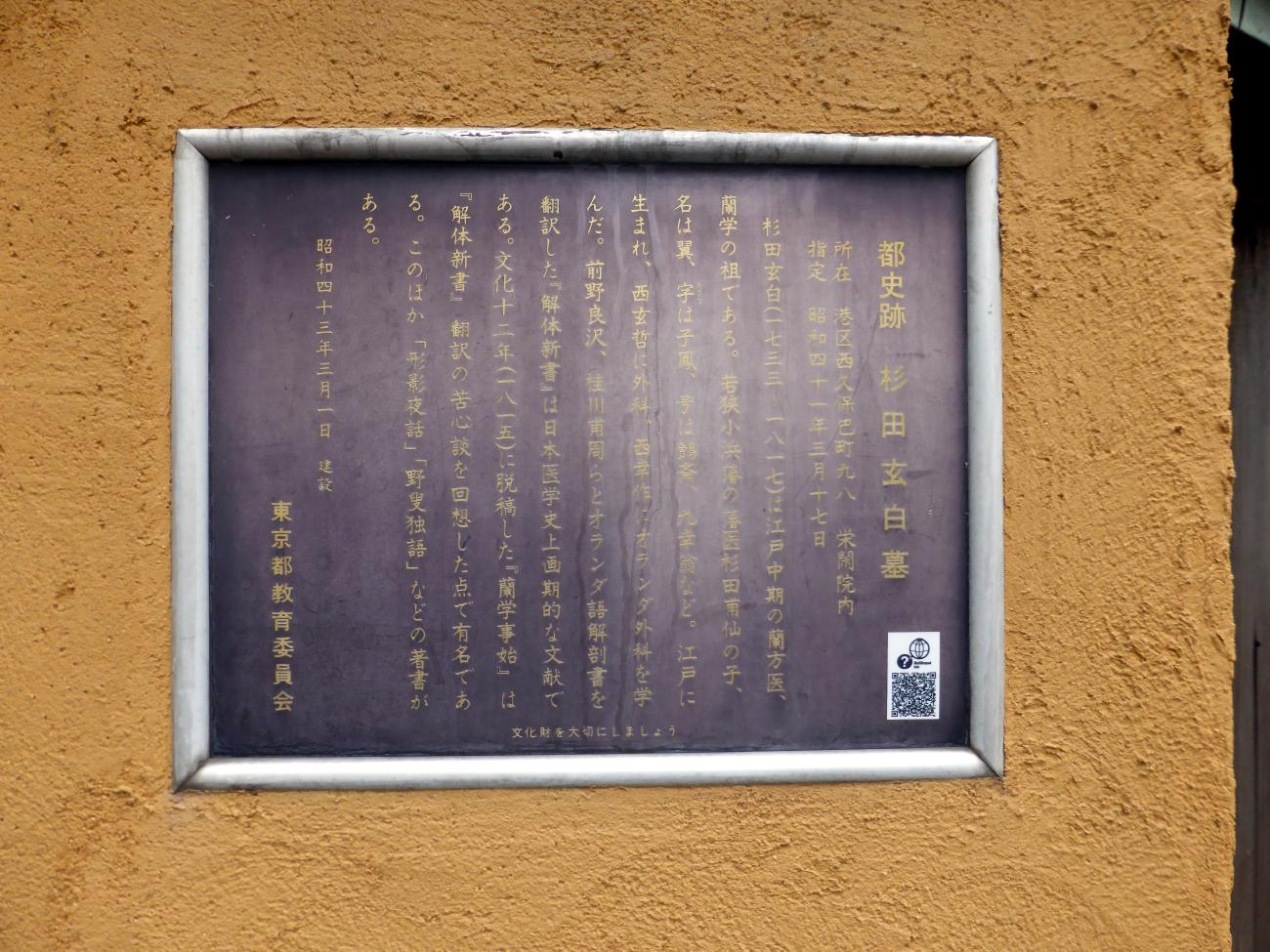
壁に掲示されている都史跡

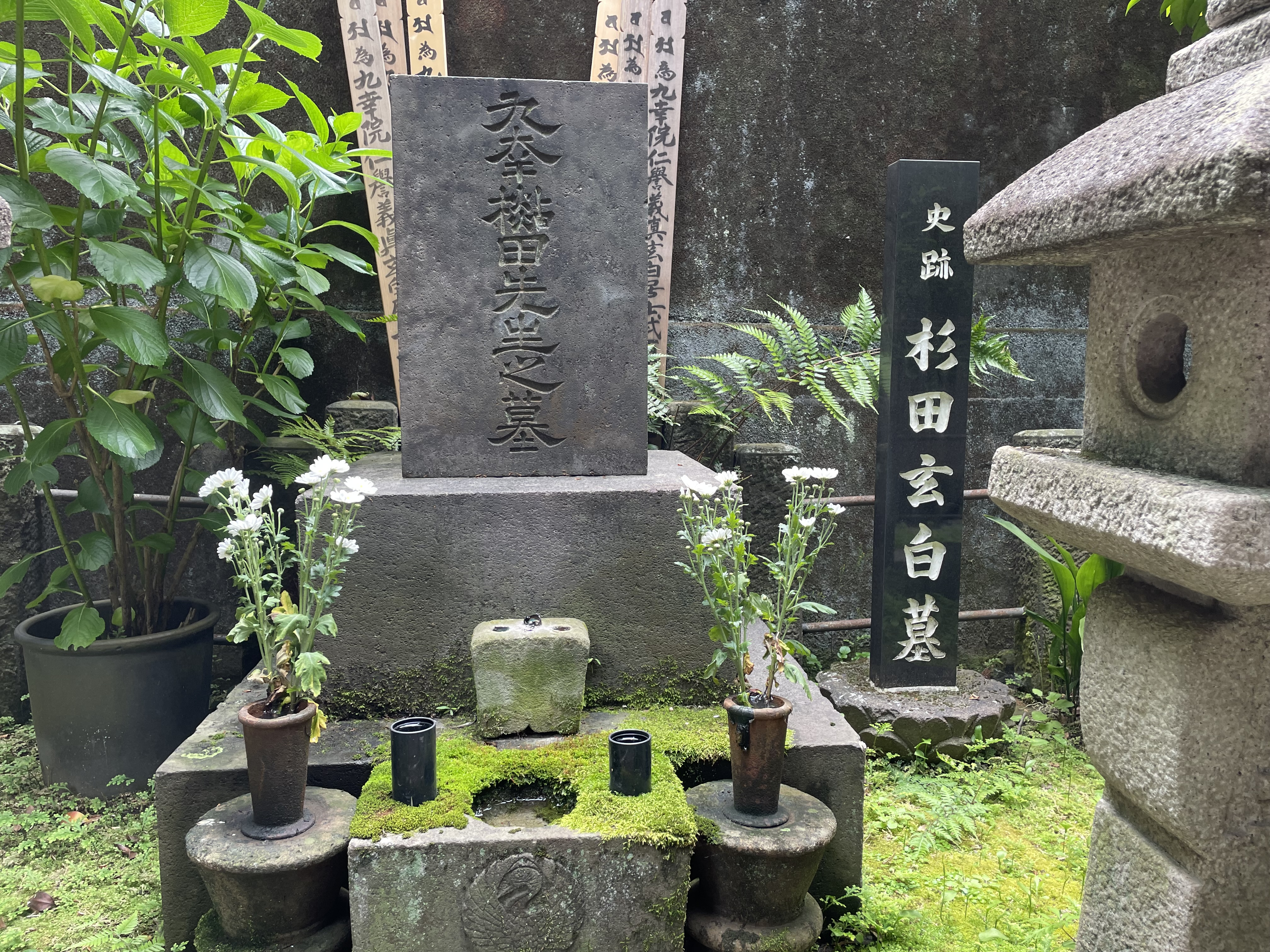
杉田玄白墓

栄閑院（えいかんいん）は、東京都港区にある浄土宗の寺院。

## 概要
江戸時代初期、久蓮社俊誉園応によって開山された。近くの天徳寺の塔頭として創建された
当寺は「猿寺」と呼ばれている。寛永年間（1624年～1645年）、猿まわしの泥棒が当寺の住職によって改心し、猿を残して、諸国行脚の巡礼に旅立った。残された猿は、当寺の飼い猿としてかわいがられた逸話からきている。境内の猿の像はこの逸話を元に建てられたものである。
また当寺には、蘭学者杉田玄白の墓や検校の芦野屋麻績一の墓がある。

## 交通アクセス
- 虎ノ門ヒルズ駅より徒歩4分。